# Intel vPro

Logo

Intel vPro ist eine Plattform des Herstellers Intel für PCs im Büroumfeld. Es ist die dritte Plattform neben Centrino (Mobile Geräte) und Viiv (Multimedia).
Unter dem Dach der Marke werden ein Prozessor auf Basis der Core-Mikroarchitektur, ein Chipsatz, ein Flash-Speicher sowie die integrierte Intel Active Management Technology (AMT) vertrieben. Weiterhin ist es ein Bestandteil der Stable Image Platform, die eine Kompatibilität von Treibern und Systemsoftware ab der Produkteinführung für fünf weitere Quartale garantiert.

## Funktionen
AMT bietet in ihrer aktuellen Fassung auf Geräten der vPro-Plattform folgende Funktionen:
- Auslesen von Statusinformationen
- Ändern von Konfigurationen
- Ein- und Ausschalten des PCs.

Diese Funktionen ermöglichen damit die Verwaltung, Inventarisierung, Diagnose und Reparatur von PCs auch bei abgeschalteten oder abgestürzten Systemen.
Ein weiterer Bestandteil von vPro ist die Virtualisierungstechnik VT. Zusammen mit den AMT-Funktionen lassen sich so beispielsweise kompromittierte Systeme ferngesteuert vom Netz isolieren, um eine Ausbreitung der Infektion einzudämmen.
AMT kann technisch auch als Trusted Execution Environment gesehen werden, da hier Programme unabhängig vom Betriebssystem die Plattform verwalten bzw. überwachen können.

## Kritik und Sicherheitslücken
Die genannten Funktionen sind Teil einer speziellen Firmware, der sogenannten Intel Management Engine (ME).
Neben der grundsätzlichen Kritik und Sicherheitsbedenken, wie sie beispielsweise durch die Free Software Foundation regelmäßig vorgetragen wurden, gibt es bereits seit 2013 technische Bedenken, Anhaltspunkte und Spekulationen um geheime Hintertüren in entsprechenden Intel-Chipsätzen mit der ME.
2015 warnte das Bundesamt für Sicherheit in der Informationstechnik vor dem Risiko der AMT-Fernwartungstechnik und schätzte das entsprechende Risiko für Nutzer als hoch ein.
Im Mai 2017 wurde eine Sicherheitslücke bekannt, welche viele seit 2010 ausgelieferte Rechner betraf. Sofern die Fernwartungsfunktionen "Active Management Technology" des Gerätes eingeschaltet sind, können Angreifer via Netzwerk höhere Zugriffsrechte auf den betroffenen Geräten erlangen.